# Pavetta bowkeri
Pavetta bowkeri là một loài thực vật có hoa trong họ Thiến thảo. Loài này được Harv. mô tả khoa học đầu tiên năm 1863.